# Lövsumplöpare
Lövsumplöpare (Patrobus australis) är en skalbaggsart som beskrevs av J. Sahlberg 1875. Lövsumplöpare ingår i släktet Patrobus, och familjen jordlöpare. Arten är reproducerande i Sverige.